# John Crowley
John Crowley (Presque Isle, 1º dicembre 1942) è uno scrittore statunitense.
Autore di complessi romanzi fantasy e di fantascienza, svolge una seconda carriera come scrittore e sceneggiatore di film documentari.

## Biografia
Crowley è cresciuto nel Vermont, nel Kentucky nordorientale e più a lungo nell'Indiana, dove frequentò liceo e università. Ha studiato alla Indiana University. Spostatosi a New York dopo gli studi accademici per poter girare film, trovò lavoro nei documentari  - tipo di attività che ancora continua.
Ha pubblicato il suo primo romanzo (The Deep) nel 1975, e il suo 15º volume di fantasy (Endless Things) nel 2007.
Dal 1993 insegna composizione letteraria alla Yale University. Nel 1992 ha ricevuto il Premio della Letteratura assegnatogli dalla American Academy and Institute of Arts and Letters. 
Nel 2003 Crowley ha ricevuto in Italia il Premio Flaiano per il suo romanzo La traduttrice (The Translator).
Nel 1989 Crowley e sua moglie Laurie Block hanno fondato la Straight Ahead Pictures, una casa di produzione cinematografica (film, video, radio e internet) di argomenti sulla cultura e storia americane. Crowley scrive sceneggiature per film brevi e documentari, tra i quali numerosi documentari storici per la televisione nazionale; il suo lavoro in questo campo ha ottenuto diversi riconoscimenti e premi, con presentazioni ai festival cinematografici di New York e di Berlino, e molti altri.
La corrispondenza epistolare tra Crowley e il famoso critico letterario Harold Bloom, la loro mutua stima e passione per la letteratura creativa, portò Crowley ad accettare un posto di docenza alla Yale University nel 1993, dove insegna attualmente "narrativa utopistica" e sceneggiatura. Bloom annovera le opere principali di John Crowley nel suo Canone Occidentale della Letteratura.

## Opere
Per ogni testo si indica la prima edizione nell'originale inglese e l'eventuale prima traduzione in lingua italiana. Le serie di romanzi e racconti interconnessi sono elencate cronologicamente.

### Ægypt
La serie nel suo complesso e il primo dei romanzi che la compongono portano lo stesso titolo, pertanto alcune edizioni applicano un titolo alternativo al primo tomo a scopo di disambiguazione.
1. Ægypt, Bantam Books, 1987; riedito come The Solitudes, The Overlook Press, 2007.
2. Love & Sleep, Bantam Books, 1994.
3. Dæmonomania, Bantam Books, 2000.
4. Endless Things, Small Beer Press, 2007.

Alla tetralogia principale si aggiunge un singolo racconto spin-off:
- "Flint and Mirror", nell'antologia The Book of Magic, a cura di Gardner Dozois, HarperCollins, 2018.

### Mount Auburn Street
Una sequenza di tre racconti riunita per la prima volta nella raccolta And Go Like This, Small Beer Press, 2019.
1. "Little Yeses, Little Nos", Yale Review vol. 93, 2005.
2. "Glow Little Glow-Worm", Conjunctions 59, 2012.
3. "Mount Auburn Street", Yale Review vol. 105, 2017.

### Romanzi autoconclusivi

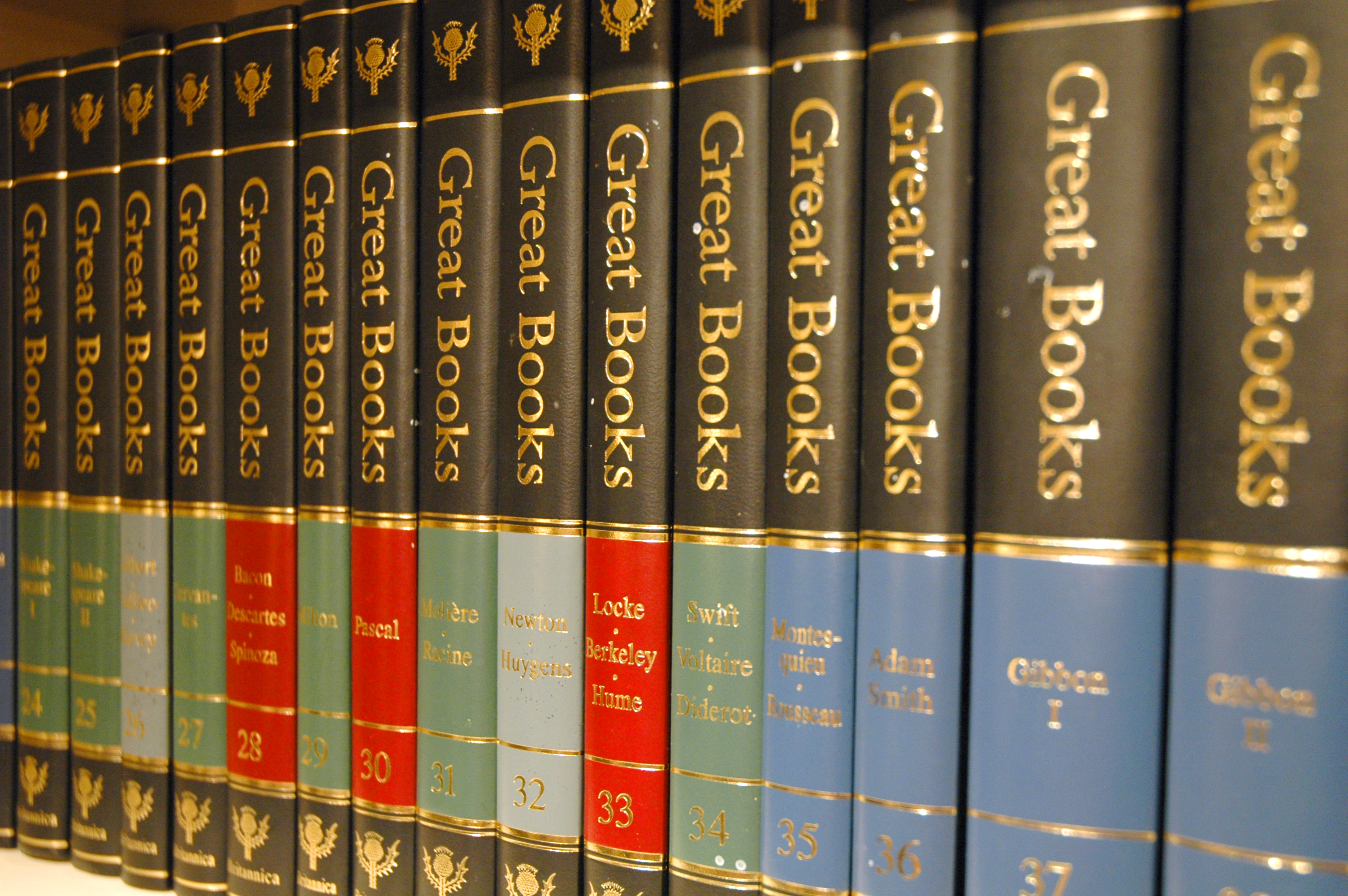
Grandi Libri del Mondo Occidentale (Great Books of the Western World) è un tentativo di presentare il Canone Occidentale in un'unica serie di 60 volumi

Sono elencati sia i romanzi veri e propri (novel) sia i romanzi brevi (novella).
- ...e la bestia sorse dall'abisso... (The Deep), Doubleday, 1975. Trad. Teobaldo Del Tanaro, Saga 13, MEB, Luglio 1977.
- Faccia di bestia (Beasts), Doubleday, 1976. Trad. Paola Tomaselli, Urania 1299, Arnoldo Mondadori Editore, 22 Dicembre 1996.
- La città dell'estate (Engine Summer), Doubleday, 1979. Trad. Fabio Feminò, Urania 1317, Arnoldo Mondadori Editore, 31 Agosto 1997.
- Little, Big, (Little, Big), Bantam Books, 1981. Trad. Donatella Rizzati, Oscar Fantastica, Arnoldo Mondadori Editore, 2023.
- Ingranaggi del tempo (Great Work of Time), nella raccolta Novelty, Doubleday Foundation, 1989. Trad. Raffaela Ciampa nell'antologia Stelle di neutroni, a cura di Gardner Dozois, Varia Fantascienza, Arnoldo Mondadori Editore, 1992.
- In Blue, nella raccolta Novelty, Doubleday Foundation, 1989.
- The Girlhood of Shakespeare's Heroines, nell'antologia The New Wave Fabulists, a cura di Bradford Morrow e Peter Straub, Bard College, 2002.
- La traduttrice (The Translator), William Morrow, 2002. Trad. F. Bruno, Ponte alle Grazie, 2003.
- La terra della sera (Lord Byron's Novel: The Evening Land), William Morrow, 2005. Trad. G. Calza, Ponte alle Grazie, 2006.
- Four Freedoms, William Morrow, 2009.
- The Chemical Wedding: by Christian Rosencreutz: A Romance in Eight Days, Small Beer Press, 2016.
- Ka: Dar Oakley in the Ruin of Ymr, Saga Press, 2017.
- Flint and Mirror, Tor Books, 2022.

### Raccolte di racconti
- Novelty, Doubleday Foundation, 1989. Comprende i due romanzi brevi inediti Ingranaggi del tempo (Great Work of Time) e  In Blue e due racconti.
- Antiquities, Incunabula, 1993. Comprende sette racconti.
- Novelties and Souvenirs: Collected Short Fiction, HarperCollins, 2004. Comprende tutti i contenuti di Novelty e Antiquities e quattro testi aggiuntivi, per un totale di due romanzi brevi e tredici racconti con prefazione dell'autore.
- Totalitopia plus..., Outspoken Authors 19, PM Press, 2017. Comprende tre saggi, quattro racconti, e un'intervista a Crowley condotta da Terry Bisson.
- And Go Like This, Small Beer Press, 2019. Comprende il romanzo breve The Girlhood of Shakespeare's Heroines, il trittico di Mount Auburn Street, il racconto singolo ambientato nell'universo di Ægypt, e sette racconti autoconclusivi, con prefazione di Corwley stesso.

### Omnibus
- Beasts/Engine Summer/Little Big, QPBC (1991)
- Three Novels (1994; poi pubblicate come Otherwise: Three Novels by John Crowley. Include The Deep, Beasts, Engine Summer).

### Sceneggiature
- The World of Tomorrow (1984)
- Fit: Episodes in the History of the Body (1990, con la moglie Laurie Block)

### Saggistica
- The Haunted Dusk: American Supernatural Fiction, 1820-1920, University of Georgia Press, 1983; con Charles L. Crow e Howard Kerr.
- In Other Words, Subterranean Press, 2007.
- Reading Backwards, Subterranean Press, 2019.